# Senegambia

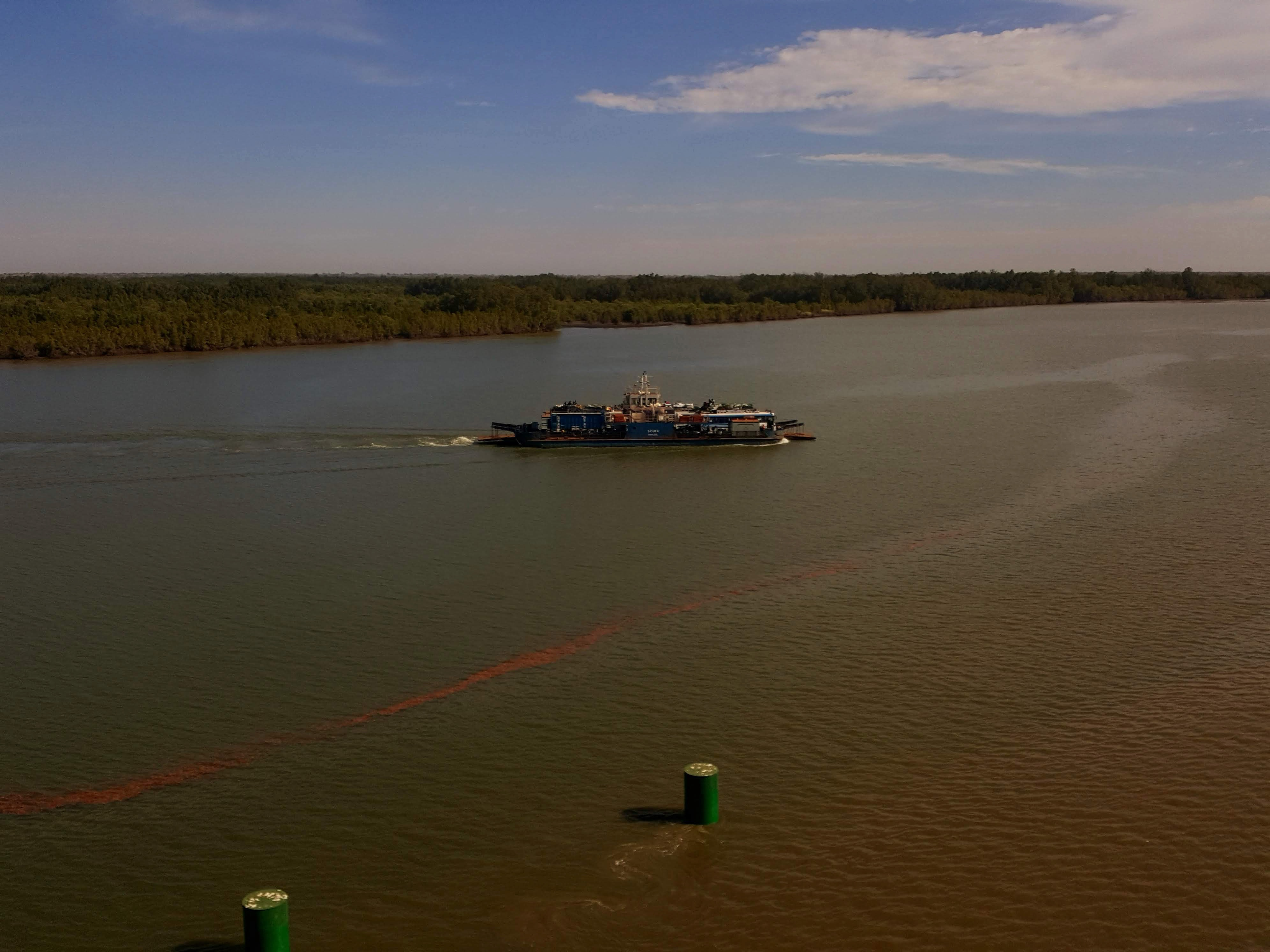
Traghetto sul fiume Gambia

Il Senegambia è una regione storico-geografica dell'Africa occidentale, formata in senso stretto dal bacino idrografico dei due fiumi Senegal e Gambia, che le danno il nome. I confini vengono tuttavia spesso intesi in senso più ampio, includendo l'area che va dalla Mauritania meridionale alla Sierra Leone, comprendendo quindi il Senegal, il Gambia, la Guinea-Bissau, oltre ai settori occidentali del Mali e della Guinea. Non va confusa con la Confederazione del Senegambia, una confederazione di Stati esistita nella regione tra il 1982 e il 1989 e che comprendeva i soli Senegal e Gambia.
Geograficamente, la regione si trova all'interno della zona tropicale, tra il Sahel a nord e le foreste della Guinea a sud, con i fiumi Senegal e Gambia che sostengono l'unità geografica della regione.
Dal punto di vista storico-culturale, la regione del Senegambia è stata descritta dallo storico e studioso senegalese Boubacar Barry come "la porta principale del Sudan", "la culla dei grandi imperi del Ghana, Mali e Songhai" e "il centro di gravità per l'Africa occidentale".

## Storia
Secondo il professor Abdoulaye Camara dell'IFAN, i primi esseri umani apparvero in Senegal circa 350.000 anni fa. Benga e Thiam ipotizzano che ciò sia avvenuto nella valle del Falémé, nel sud-est del paese, dove si troverebbero le tracce più antiche di vita umana.
Il periodo Neolitico senegambiano è ben studiato. Lo scavo Diakité a Thiès mostra prove di mobilità umana su una distanza di circa 600 km. Sempre nella regione di Thiès è stata scoperta un'antica cultura archeologica denominata cultura di Tiémassas. Descamps ha proposto che questa cultura appartenga al Neolitico, circa 10.000 anni fa, mentre Dagan la situa nel Paleolitico superiore.

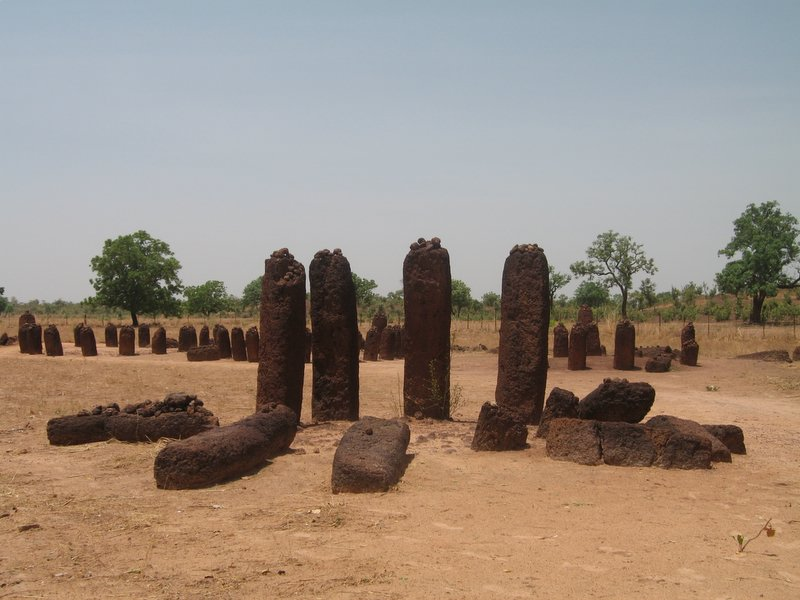
I cerchi di pietra di Senegambia

In questa zona si trovano anche i cerchi di pietra di Senegambia. Numerosi tumuli, alcuni dei quali scavati, hanno portato alla luce materiali databili tra il III secolo a.C. e il XVI secolo d.C. Secondo l'UNESCO: "Insieme, i cerchi di pietre dei pilastri di laterite e i tumuli ad essi associati presentano un vasto paesaggio sacro creato nel corso di più di 1.500 anni. Riflettono una società prospera, altamente organizzata e duratura".
Durante il periodo medievale dell'Europa, che corrisponde all'incirca all'età dell'oro dell'Africa occidentale, diversi grandi imperi e regni sorsero nella regione, tra cui l'Impero del Ghana, l'Impero del Mali, l'Impero Songhai, l'Impero Jolof, l'Impero Kaabu, i regni di Sine, Saloum, Baol, Waalo e Takrur. Durante questo periodo, diverse grandi dinastie sorsero e caddero, e alcune, come la dinastia Guelowar di Sine e Saloum, sopravvissero per più di 600 anni nonostante il colonialismo europeo. Fu anche da questa regione che ebbe origine l'antica classe lamanica: I lamane erano l'aristorcrazia dei proprietari terrieri e dei re nella società serer. Secondo Barry, "il sistema lamanico è la forma più antica di proprietà terriera nel Senegambia precoloniale".
Dal XV secolo, la regione divenne il fulcro della rivalità franco-britannico-portoghese. I portoghesi furono i primi ad arrivare nella regione intorno al 1450, e fino al XVI secolo detennero il monopolio del commercio.
Nel 1677 i francesi conquistarono l'isola di Gorée e nel 1681 presero il controllo di Albreda sul fiume Gambia. Ciò diede inizio a una rivalità con gli inglesi, che nel 1692 confiscarono brevemente Gorée e Saint-Louis. Nel 1758, durante la Guerra dei Sette Anni, Gorée fu conquistata dagli inglesi, che la tennero fino al 1763. Nel 1765, gli inglesi formarono la provincia di Senegambia. Nel 1778, durante la Guerra d'Indipendenza americana, i francesi passarono all'offensiva e rasero al suolo l'isola James nel fiume Gambia. Nel 1783, il Trattato di Versailles riconobbe le rivendicazioni britanniche sul Gambia e quelle francesi su Saint-Louis e Gorée, sciogliendo la provincia del Senegambia.
I francesi perseguivano una politica di espansione nella regione, e vedevano il Gambia britannico come un ostacolo. Alla fine del XIX secolo, proposero di cedere ai britannici le colonie di Dabou, Grand-Bassam e Assinie in cambio del Gambia, e le trattative si interruppero ma furono riprese più volte. Senegal e Gambia rimasero comunque divisi anche dopo la decolonizzazione, tranne una parentesi tra il 1982 e il 1989, anni in cui esistette la Confederazione del Senegambia.

## Cultura
La regione presenta una notevole diversità etnica, e la relazione tra i diversi clan e gruppi etnici è in genere pacifica e improntata al principio del sanankuya, traducibile come "relazione scherzosa", secondo cui un gruppo può criticare o addirittura insultare un altro senza che il destinatario si offenda. Questo tipo di legame di fratellanza è anche chiamato maasir o kalir dai Serer, kal dai Wolof, kallengooraxu dai Soninke, sanaawyaa in Mandinka e agelor in Jola
La casta dei griot si trova ampiamente in Senegambia, dove ha il compito di conservare la genealogia, la storia e la cultura delle persone. Dal genere di musica antica e sacra del njuup, ai ritmi moderni del mbalax, la regione ha una ricca e antica tradizione di musica e danza.
Youssou N'Dour, che ha detenuto per diversi decenni il titolo di più grande esportatore di musica africana, e Akon sono due importanti artisti musicali internazionali originari della regione.